# Холт, Тим
Тим Холт (англ. Tim Holt; 5 февраля 1919, Беверли-Хиллз, Калифорния — 15 февраля 1973, Шони, Оклахома) — американский киноактёр. В 1940-х и в начале 1950-х годов снялся в почти полусотне вестернов кинокомпании RKO Pictures.

## Биография
Чарльз Джон Холт-третий родился 5 февраля 1919 года в городе Беверли-Хиллз (штат Калифорния, США). Отец — киноактёр Джек Холт (1888—1951), сооснователь Академии кинематографических искусств и наук; мать — Маргарет Вудс, сестра — Дженнифер (1920—1997) стала довольно известной вестерн-киноактрисой. С детства сопровождал отца на съёмках, и ребёнком появился в четырёх немых фильмах с его участием (1923—1928 годы, в трёх случаях без указания в титрах). Не является родственником другого американского актёра — Дэвида Холта (1927—2003).
Учился в Академии Калвера (городок Калвер, штат Индиана), которую окончил в 1936 году. Там одним из его одногруппников был будущий известный вестерн-режиссёр Бадд Беттикер, а соседом по комнате — будущий кинопродюсер Хэл Роуч-младший. Сразу после получения образования Холт переехал в Голливуд и начал карьеру киноактёра, подписав в январе 1937 года контракт с продюсером Уолтером Уэнгером. В декабре 1938 года подписал семилетний контракт с RKO Pictures. На пике своего успеха (1937—1953 годы) Холт снялся в примерно 70 кинофильмах, преимущественно вестернах.
Во время Второй мировой войны, в 1943—1945 годах, Холт служил в военно-воздушных силах армии США (ветвь военно-воздушных сил, существовавшая с 1941 по 1947 год) в тихоокеанском регионе, летал на бомбардировщике Boeing B-29 Superfortress в звании первого лейтенанта. В последний день войны был ранен в небе над Токио, награждён Крестом лётных заслуг и медалью «Пурпурное сердце».
Вернувшись с войны, Холт сразу же продолжил сниматься, вернувшись в RKO Pictures. Как сказал биограф Дэвид Ротел, «он больше не был неопытным молодым ковбоем с широкой глупой ухмылкой на лице; теперь он излучал уравновешенный, серьёзный тип зрелого ковбоя, который был менее импульсивным, более современным и несколько „уставшим от мира“». Том Стемпел возразил: «хотя Холт потерял свой детский жирок во время войны, у него всё ещё была чудесная улыбка и милые ямочки на щеках; он очень хорошо использовал смесь обаяния и серьезности».
Самым частым режиссёром Холта был Лесли Селандер, наиболее частым актёром-компаньоном, дру́гом по сюжету — Ричард Мартин.
С 1948 года Холт стал героем серии комиксов по прозвищу Красная Маска. С конца 1940-х годов фильмы с Холтом в главной роли стали приносить всё меньше и меньше при́были, а некоторые даже проваливались в прокате; скорее всего, это было связано с развитием телевидения и, соответственно, уменьшением количества зрителей кинотеатров. Холта стали приглашать на роли всё реже, поэтому в начале 1950-х годов он навсегда уехал в Оклахому, заявив: «мне никогда сильно не нравился Голливуд… для меня в нём не было ничего волшебного». Позднее Холт снялся ещё в трёх кинокартинах и одном эпизоде сериала с большим разбросом по времени: в 1957, 1965, 1969 и 1971 годах. Он стал специалистом в области питания животных, работал строителем, устраивал родео, организовывал концерты вестерн-музыки (и сам выступал на них), работал менеджером на радиостанции. Судя по всему, Холта не сильно расстроило окончание кино-карьеры. Сам он так говорил о новом периоде своей жизни: «Вы понимаете, что это первый раз в моей жизни, когда я могу принимать собственные решения и делать то, что я хочу делать? Сначала мои родители говорили мне, что делать, потом RKO говорил мне, что делать, затем я пошел на службу, и дядя Сэм говорил мне, что делать. Я вернулся, и RKO снова начал говорить мне, что делать. Это первый раз, когда я не нахожусь под чьим-то каблуком в моей жизни.»
Тим Холт скончался 15 февраля 1973 года в городе Шони (штат Оклахома) от рака кости. Похоронен на кладбище «Мемори Лейн» в городе Харра (штат Оклахома). Улица в этом городе, где жил Холт с женой, вскоре была переименована в «Тим Холт Драйв».
В некрологе Роберт Мотт, журналист The Washington Post, сказал: «Холт был героем, сильным и молчаливым, и всегда чувствовал себя более комфортно в присутствии сапог и сёдел, лошадей и мужчин, чем с героиней, хотя почти всегда заканчивал тем, что женился на ней… Как и многие сыновья известных актёров, Тим Холт никогда не достигал величия своего отца и проецировал мягкий образ в отличие от сильной харизмы старшего Холта».
Орсон Уэллс назвал Тима Холта «одним из самых интересных актёров, когда-либо снимавшихся в американских фильмах».
«Самая популярная вестерн-кинозвезда»
- 1949 год — 4-е место[19]
- 1951 год — 3-е место[20]
- 1952 год — 5-е место[21]

### Личная жизнь
Тим Холт был женат трижды:
1. Вирджиния Эшкрофт (1918 — ?), малоизвестная киноактриса[22]. Брак заключён 10 декабря 1938 года, 16 июня 1944 года последовал развод. От брака остался сын, Лэнс Холт.
2. Элис Гаррисон. Брак заключён 24 июня 1944 года, в 1952 году последовал развод. Детей нет.
3. Уилли Бирди Стивенс. Брак заключён 4 сентября 1952 года и продолжался больше двадцати лет до самой смерти актёра 15 февраля 1973 года. От брака остались трое детей: Джек, Джей и Брайанна[23].

В конце 1940-х годов, когда Холт ещё находился в официальном браке со второй женой, но фактически пара вместе уже не жила, в течение полутора лет состоял в очень близких отношениях с киноактрисой Нэн Лесли.

## Награды и признание
- 1942 — премия Национального совета кинокритиков в категории «Лучший актёр[англ.]» за роль в фильме «Великолепные Эмберсоны».
- 1991 — включён в Зал великих актёров вестернов[англ.] Национального музей ковбоев и западного наследия в городе Оклахома-Сити (посмертно).
- 1992 — премия «Золотая бутса» (посмертно).

## Избранная фильмография
В титрах указан
- 1937 — Стелла Даллас / Stella Dallas — Ричард Гросвенор
- 1938 — Я снова встретил свою любовь[англ.] / I Met My Love Again — Бадж Уильямс
- 1938 — Золото там, где ищешь[англ.] / Gold Is Where You Find It — Лэнс Феррис
- 1938 — Рейнджер-предатель[англ.] / The Renegade Ranger — Ларри Коруин
- 1939 — Девушка с Пятой авеню[англ.] / Fifth Avenue Girl — Тим Борден
- 1939 — Дилижанс / Stagecoach — лейтенант Бланшар
- 1940 — Лэдди[англ.] / Laddie — Лэдди Стэнтон
- 1940 — Швейцарская семья Робинзонов[англ.] / Swiss Family Robinson — Фриц Робинзон
- 1940 — Караван повозок[англ.] / Wagon Train — Зэк Сибли
- 1941 — Переулок[англ.] / Back Street — Ричард Сэксел
- 1941 — Вдоль Рио-Гранде[англ.] / Along the Rio Grande — Джефф
- 1942 — Великолепные Эмберсоны / The Magnificent Ambersons — Джордж Эмберсон Минафер[26]
- 1942 — Робин Гуд из Ред-Ривер[англ.] / Red River Robin Hood — Джим Кэри
- 1943 — Дети Гитлера[англ.] / Hitler’s Children — лейтенант Карл Брюнер
- 1946 — Моя дорогая Клементина / My Darling Clementine — Вирджил Эрп[англ.], помощник маршала Тумстона
- 1948 — Сокровища Сьерра-Мадре / The Treasure of the Sierra Madre — Боб Кёртин
- 1948 — Стволы ненависти[англ.] / Guns of Hate — Боб Бэннинг
- 1949 — Дельцы[англ.] / Rustlers — Дик МакБрайд
- 1950 — Буря над Вайомингом[англ.] / Storm over Wyoming — Дейв Сондерс
- 1951 — Женщина его мечты / His Kind of Woman — Билл Ласк[27]
- 1951 — Сухопутный телеграф[англ.] / Overland Telegraph — Тим Холт
- 1957 — Монстр, который бросил вызов миру / The Monster That Challenged the World — лейтенант-командор Джон «Туилл» Туиллджер
- 1965 — Машина вчерашнего дня[англ.] / The Yesterday Machine — лейтенант полиции Партейн
- 1969 — Вирджинец[англ.] / The Virginian — Эйб Лэндин (в эпизоде A Woman of Stone[англ.])
- 1971 — Эта штука убьёт тебя![англ.] / This Stuff’ll Kill Ya! — агент Кларк

В титрах не указан
- 1923 — Голливуд / Hollywood — в роли самого себя (сын Джека Холта)
- 1937 — История вершится ночью[англ.] / History Is Made at Night — SOS-радист
- 1939 — Город во тьме[англ.] / City in Darkness — солдат

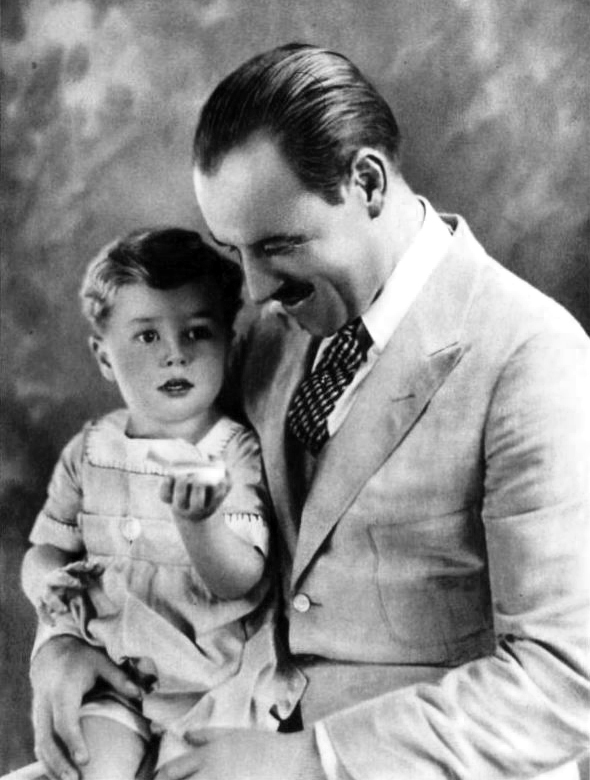
С отцом, Джеком Холтом, фото 1921 года.
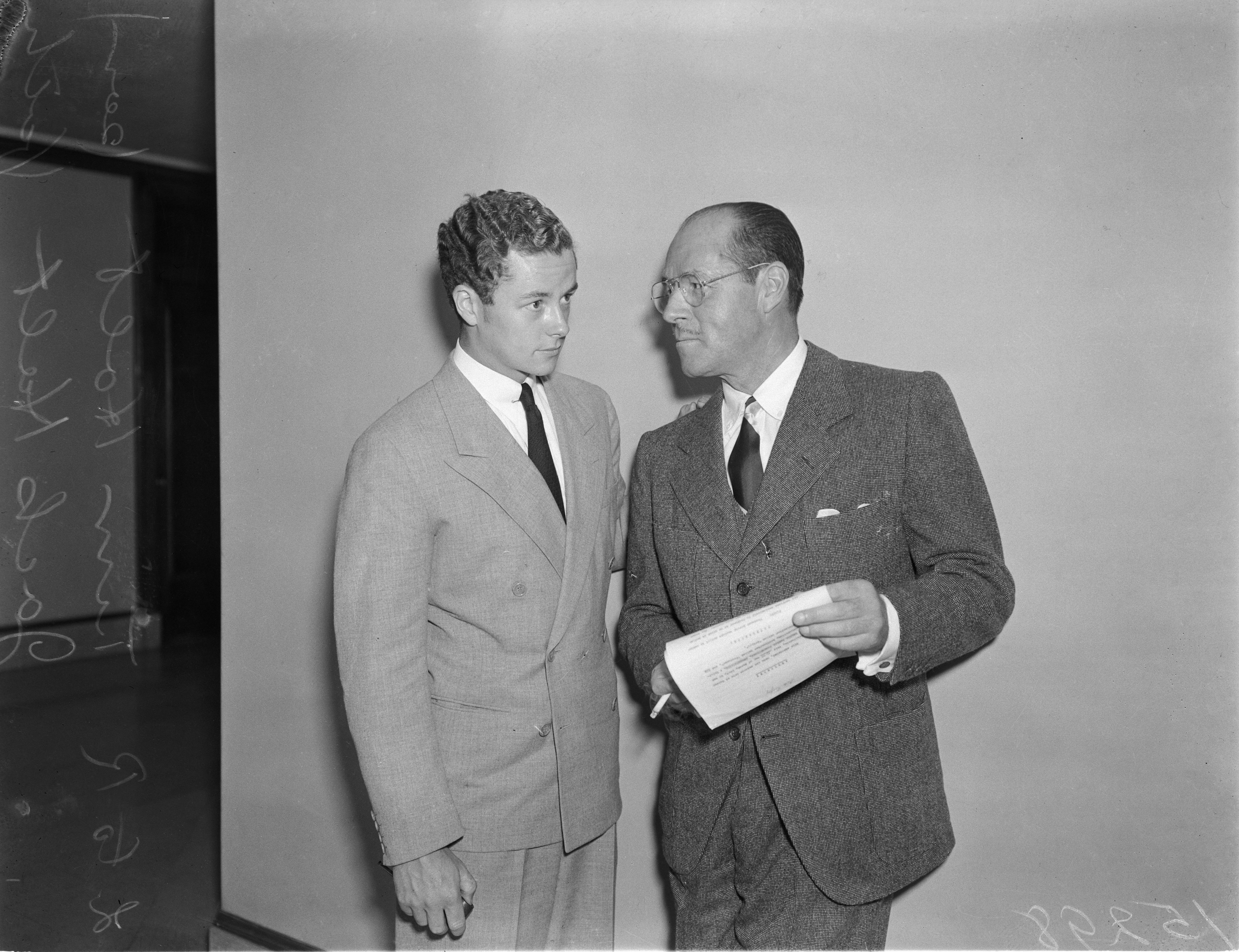
С отцом, Джеком Холтом, фото второй половины 1930-х годов.
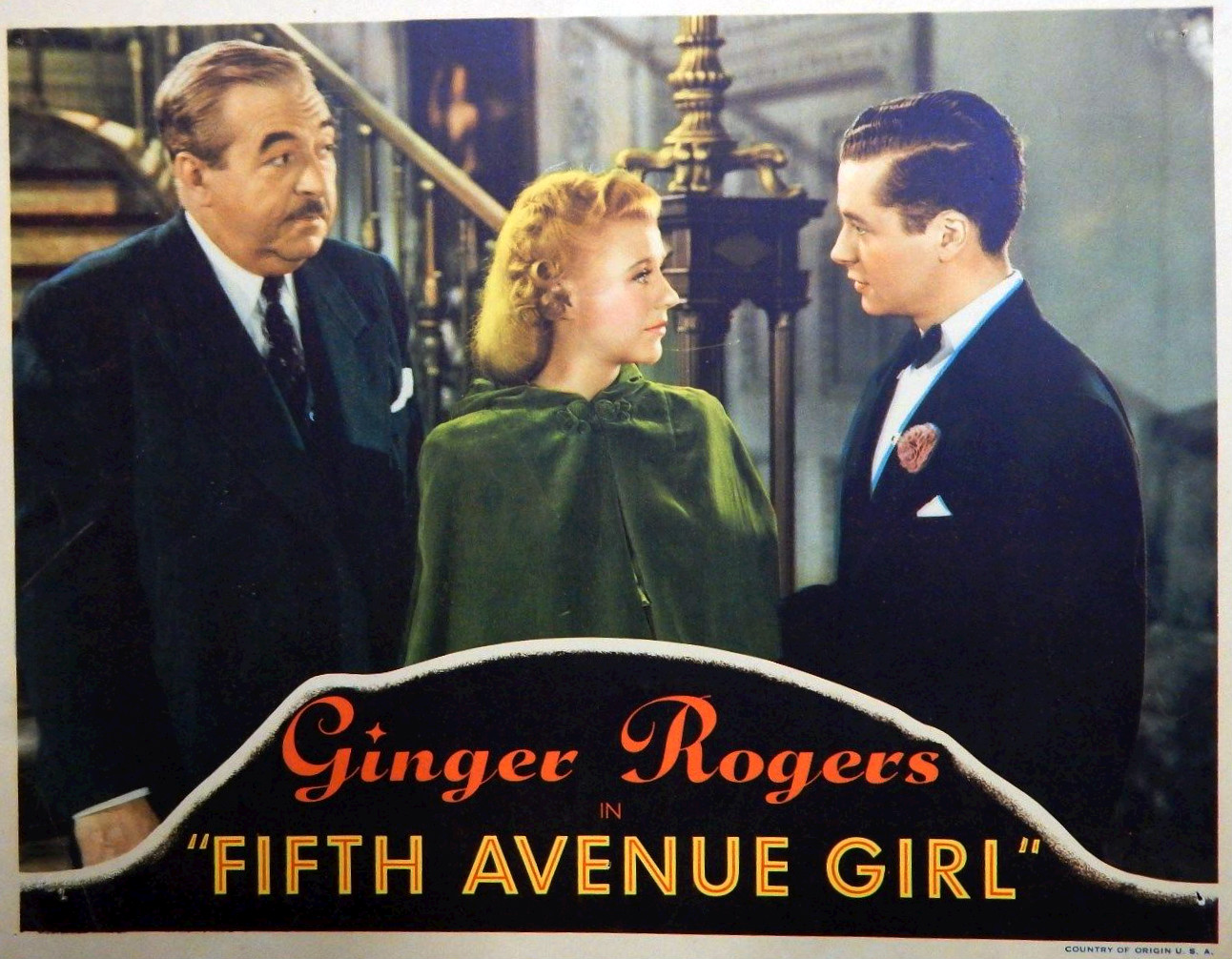
Лобби-карточка к фильму «Девушка с Пятой авеню[англ.]» (1939). Слева направо: Уолтер Коннолли[англ.], Джинджер Роджерс и Тим Холт.
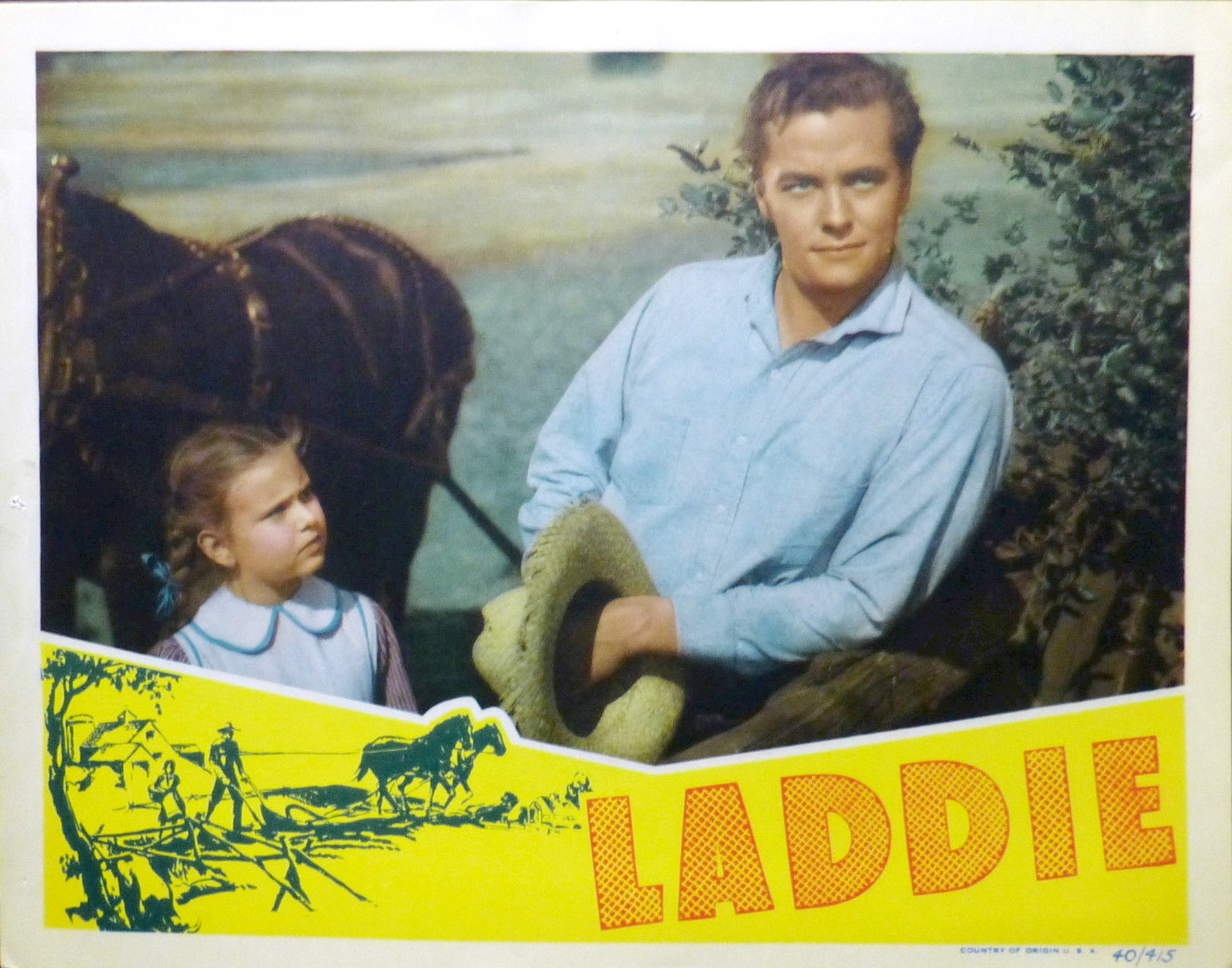
С Джоан Кэрролл на лобби-карточке к фильму «Лэдди[англ.]» (1940)
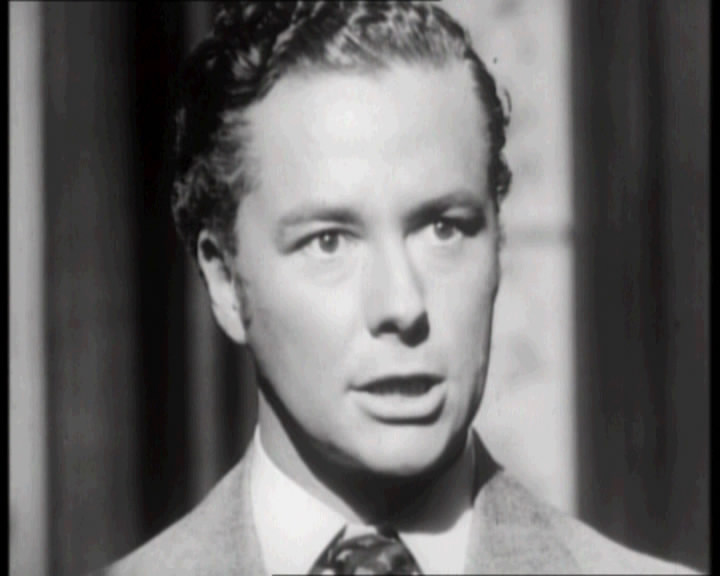
В фильме «Великолепные Эмберсоны» (1942)
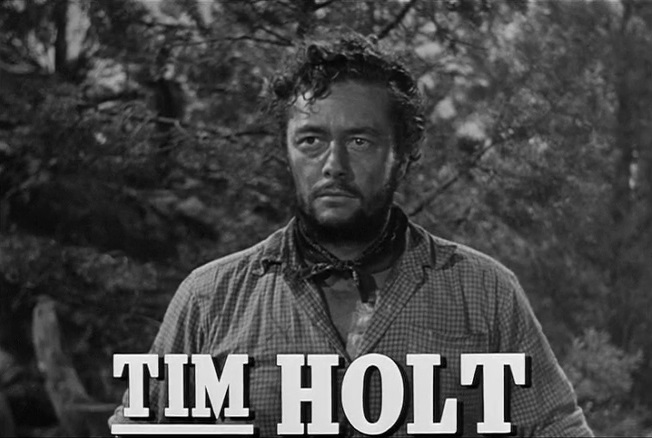
В фильме «Сокровища Сьерра-Мадре» (1948)